# Автоматическая подстройка частоты
Автоматическая подстройка частоты (АПЧ) — устройство или метод автоматического изменения и удержания необходимой частоты электрических колебаний генератора. Метод заключается в автоматической дополнительной регулировке частоты генератора, по информации о рассогласовании частоты из цепи обратной связи. Тем самым осуществляется отрицательная обратная связь по частоте. Сигнал рассогласования по частоте может вырабатываться дискриминатором по различным характеристикам сигнала, получаемого в радиотехническом устройстве с использованием текущей частоты генератора заданной частоты и сравнения её с опорной частотой, например, несущей частотой сигнала. Частота генератора может отличаться от необходимой из-за температурного дрейфа номиналов электронных компонентов, входящих в устройство; из-за неточной (например, дискретной) установки частоты генератора; или из-за доплеровского сдвига частот (в системах приёма сигналов со спутников и космических аппаратов).

## Схемотехника АПЧ
Традиционно в системы АПЧ входят генератор, управляемый напряжением (ГУН), частотный дискриминатор, в качестве которого обычно используется фазовый детектор и источник опорного сигнала, получаемый от дополнительного генератора, например, высокостабильного по частоте. При радиоприёме в качестве источника опорного сигнала применяется выделенная специальной схемой несущая частота принимаемого сигнала.
Почти всегда на фазовый детектор подают не сами сигналы генераторов, а частоты, получаемые в результате деления или умножения частот генераторов делителями или умножителями частоты, этот метод позволяет складывать и вычитать частоты, умноженные на нужные коэффициенты и используется в, например, синтезаторах частот.
На вход фазового детектора подают сигналы ГУН и сигнал опорной частоты. При отклонении частот сигналов на входе фазового детектора тот вырабатывает напряжение, пропорциональное разности фаз сигналов, подаваемое через фильтр нижних частот на ГУН, тем самым замыкается контур обратной связи и частота ГУН подстраивается под опорную частоту.

## Применение
АПЧ очень широко применяется в современной электронике:
- демодуляции АМ и ЧМ сигналов;
- декодирования тональных сигналов;
- стабилизации и управления скоростью вращения различных электродвигателей, например, в приводах дисковых накопителей;
- измерительных приборах, например, частотомерах;
- синтезаторах частоты и др.

Автоматическая подстройка частоты широко применяется во входных каскадах бытовых радиоприёмников, в том числе телевизионных и обычно заключается в автоматическом изменении частоты гетеродина (АПЧГ), в небольшом диапазоне: при уходе частоты гетеродина от необходимой для качественного приёма сигнала (например, вызванное изменением температуры), АПЧГ изменяет управляющий сигнал, подаваемый на гетеродин, таким образом, чтобы частота гетеродина соответствовала наилучшему приёму.
В телевизионных приёмниках также используется автоматическая подстройка частоты и фазы строчной развёртки с синхронизирующими импульсами видеосигнала.